# Croix de Muiredach
La croix de Muiredach est une haute croix celtique située dans les ruines du monastère de Monasterboice à l'est de l'Irlande, construite au Xe siècle. Avec deux autres croix situées aussi à Monasterboice (la Grande croix occidentale et la Haute croix septentrionale), elle constitue un des plus beaux exemples de l'Art insulaire.
Elle tire son nom d’une inscription gravée, entrelacée autour de deux chats, sur le côté ouest de sa base. Cette inscription est une demande de prière pour un dénommé « Muiredach », qui aurait commandé cette croix. Bien qu'il n'y ait aucune certitude sur ce personnage, certains historiens supposent qu'il pourrait s'agir de l'abbé Muiredach mac Domhnaill qui mourut en 923.
La croix en grès fait 5,8 mètres de haut et est entièrement sculptée sur ses quatre faces. Plus de 70 scènes, organisées en panneaux, sont sculptées, représentant 124 personnages mais aussi des animaux et des motifs artistiques celtiques, notamment des entrelacs et des spirales. Le face Est de la haute croix représente généralement des scènes de l’Ancien Testament autour d'une scène centrale de Jugement dernier, tandis que la face Ouest représente des scènes du Nouveau autour de la Crucifixion du Christ, des thèmes très récurrents dans l'art chrétien. Les faces Nord et Sud représentent moins de scènes figuratives et plus de motifs géométriques.

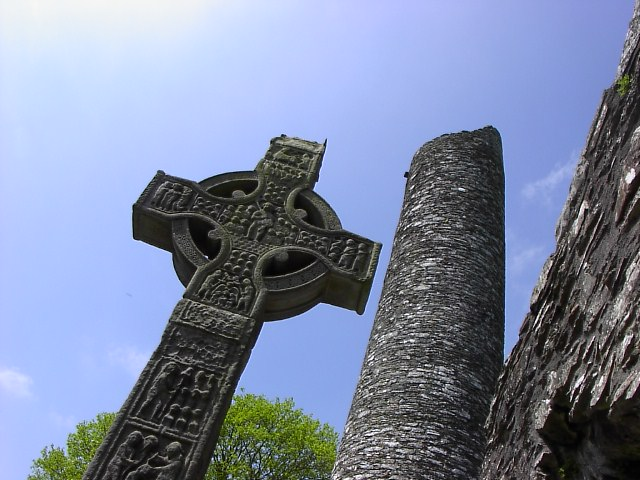
Haute croix celtique de Muiredach à Monasterboice (Irlande)

## Histoire

### La croix dans son contexte: les hautes croix celtiques

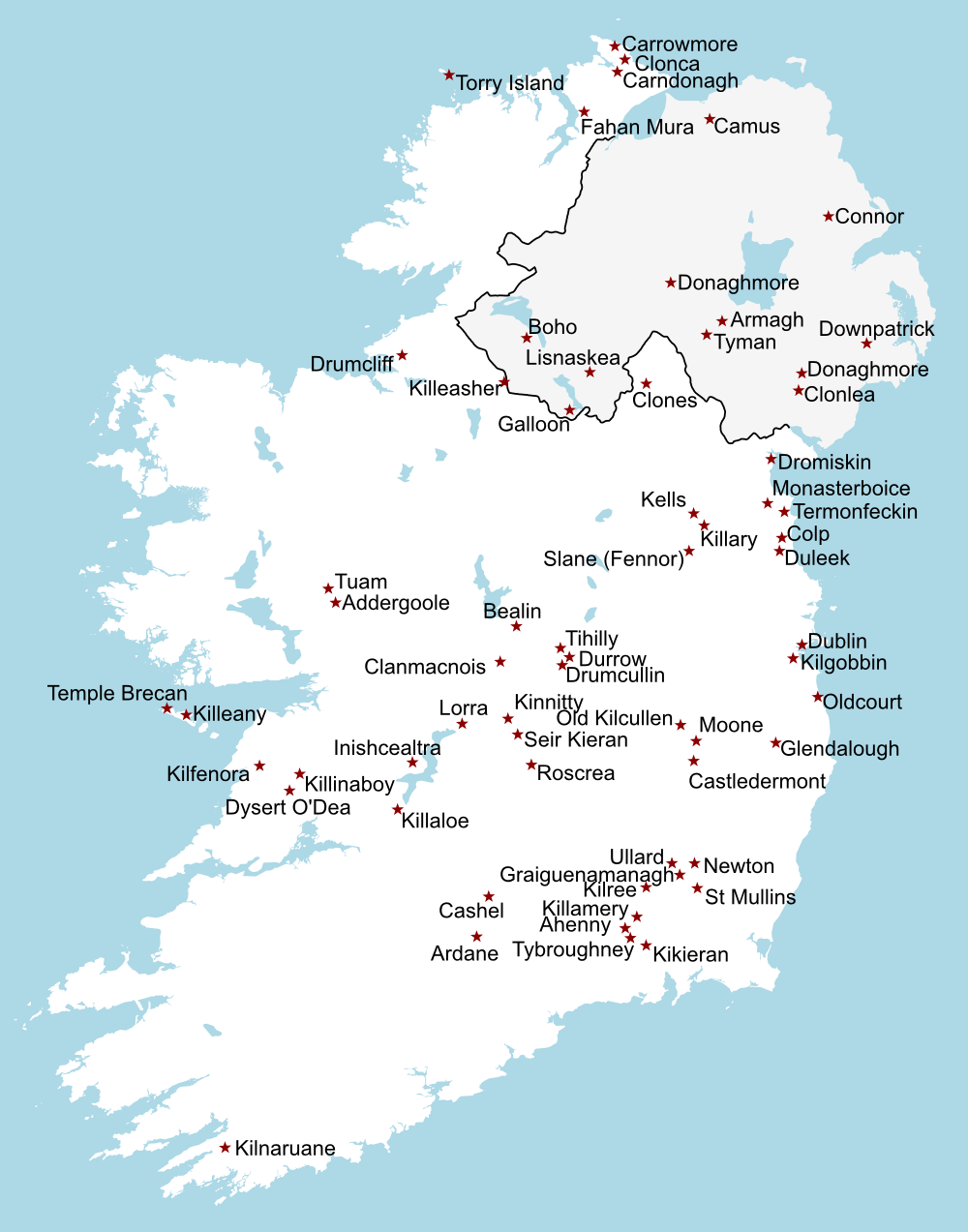
Carte des grandes croix celtiques en Irlande

Les Hautes croix irlandaises sont reconnues dans le monde entier comme étant des symboles du début du Moyen Âge. On les retrouve souvent autour des églises, elles peuvent être simples (sans décorations) ou bien décorées. Elles ont plusieurs fonctions : liturgiques (religieuses), cérémonielles et symboliques. Elles étaient également utilisées comme des repères de sanctuaires.

Les plus grandes croix ainsi que les croix simples se trouvent à l'Abbaye de Durrow, l'Abbaye de Kells et à Monasterboice. Ces grandes croix sont décorées  à l’aide de panneaux sculptés inspirés des thèmes bibliques et influencés par l’Antiquité et le début du Moyen Âge à Rome. Ces panneaux étaient originellement peints mais les peintures n’ont pas survécu au temps. Les premières croix étaient fabriquées en bois avec des  panneaux ornés de feuilles de bronze, elles étaient sans doute plus petites que les Grandes croix qui sont encore présentes aujourd’hui. Les grandes croix tirent leur origine de version en pierre décorées de bois ou de croix en métal. Ces croix en pierre sont aujourd’hui considérées comme la dernière phase du développement des Grandes croix. Les Grandes Croix irlandaises sont considérées comme dérivées des croix en pierre du Royaume-Uni, où elles sont devenues populaires durant le VIIIe siècle.
Elles sont composées de la plus grande diversité de sculptures bibliques de toute l’Europe datant de 750 à l'An Mil de notre ère. À Monasterboice, les scènes composant la face Est de la Croix de Muiredach proviennent de l’Ancien Testament et du Livre de la Révélation (ou Apocalypse selon Saint Jean alors que celles de la face Ouest sont extraites du Nouveau Testament. Les grandes croix peuvent être datées en fonction des inscriptions qu’elles portent; il est donc difficile de dater les grandes croix simples. Ainsi la croix la plus ancienne, à Kinnity, dans le Comté d'Offaly, a été datée entre 846 et 862. La Croix de Muiredach et la Croix des Écritures à Clonmacnoise ont été datées d'environ 900 à 920.

### Le site de Monasterboice
Monasterboice et ses édifices (trois croix hautes, une tour ronde, et deux églises) sont situés dans un cimetière muré sur un terrain en pente, dans une zone inondable et près de la côte. Deux fragments trouvés lors d'une fouille sont conservés au National Museum. L'un des principaux fragments contient des reliefs et des entrelacs sur une face, et un Christ crucifié (aussi avec des entrelacs) sur l'autre face.
Le second fait partie du tronc décoré, de spirales, entrelacs et motifs ajourés. Une urne funéraire datant de l'âge de bronze a été trouvée dans une des églises pendant la fouille du XIXe siècle (1892 Hassé). Trois pièces anglosaxones sont aussi datées du IXe siècle et du Xe siècle, dans le fichier RMP, qui ont été trouvées lors de la fouille près de la croix de l'Ouest. Une enquête plus approfondie pour confirmer la date et l'emplacement de ces pièces est nécessaire. Les caractéristiques associées à ce site (en incluant les souterrains et ce complexe) s'étend sur un rayon de 200 à 250 mètres. La croix de Muiredach peut-être considérée comme la plus grande contribution au patrimoine européen au niveau de la sculpture, et pas seulement au Moyen Âge. Les deux grandes croix de Monasterboice sont parmi les plus imposantes et les mieux conservées. Elles sont ainsi préservées le plus possible pour en faire profiter les générations futures. Étant restée à l'air libre depuis des milliers d'années, la pierre s'est détériorée du fait des intempéries, et il serait utile d'y appliquer certaines méthodes modernes pour la préserver.
Les Grandes Croix présentent habituellement une concentration de sujets de l'Ancien Testament sur une face, et des scènes du Nouveau Testament sur l'autre, avec des scènes eschatologiques représentant le jugement dernier, sur le haut de la face de l'Ancien Testament. La Croix de Muiredach étant un exemple typique des Grandes Croix celtiques, on y trouve une profusion de scènes bibliques sur la face la plus étroite de la croix. Chaque Grande Croix en Irlande présente un sujet différent de scènes  bibliques, non pour fournir une représentation visuelle de la Bible, mais pour aider à l'enseignement de l'Église. Normalement, les scènes doivent être lues dans un ordre chronologique, du bas vers le haut, mais comme nous pouvons le constater sur les deux Croix de Monasterboice, l'ordre en a parfois été modifié pour des raisons qui ne sont parfois pas tout à fait claires.

### Histoire de Monasterboice

#### les hommes importants liés à Monasterboice
Il existe plusieurs saints ou hommes d'église pouvant être reliés à l'église de Monasterboice:
-Buite m. Bronach: le Saint-Patron du monastère a vécu aux environs de 500 apr. J.-C. Seuls deux documents font référence à ce personnage : une de ses prophéties, et un recueil des miracles qu'il aurait accomplis. Il était membre de Ciannachta (tribu irlandaise), on peut donc le relier Ciannachta Glenn Gemin (fondateur de cette tribu).
-Ailchu of Monasterboice : on peut présumer qu'il était un abbé. Nous possédons peu d'informations à son sujet, ce qui ne permet pas de connaître ses origines exactes. On pourrait éventuellement le rattacher à Ciannachta Breg.
Il existe également d'autres  hommes d'Église originaires de Monasterboice:
-Eoghan Mainistrech (†834) abbé de Armagh et Clonard
-Muiredach m. Domhnall (†924) tanise abbé de Armagh
-Muiredach m. Mael Brigte (†935) princeps Dam Liac. Il est surement lié à certaines inscriptions des grandes croix de Monasterboice.
L'homme d'église le plus connu, Flann Mainistrech, était un poète notamment célèbre pour son œuvre sur Mael Sechnaill (Roi du sud de Uí Néill). C'était un homme intéressé par la politique locale et a écrit plusieurs poèmes à ce sujet. Son fils, Echtigern, lui succédera par la suite en tant qu'écrivain.

#### Monasterboice: centre culturel...
Monasterboice était considéré comme un centre de culture, littérature... Mais il ne reste malheureusement plus beaucoup de traces par rapport aux églises de Clonmacnoise, de Kildare ou  d'Armagh. Cette abbaye était ancrée dans les réseaux politiques, ecclésiastiques et intellectuels. Le manuscrit Lebor na hUidre témoigne de ces différents réseaux et on y retrouve également les écrits de  Flann Mainistrech.

#### ... pillé par la suite
À partir du Xe siècle, les annales nous rapportent le déclin de Monasterboice, qui a pu être causé  par de nombreux pillages et destructions,
En effet, Monasterboice a subi un pillage en 970 par un chef de clan celtique puis, en 1097, la bibliothèque a été brulée, ce qui a entrainé la perte de nombreux livres et de trésors.
À partir du XIIe siècle, le déclin de Monasterboice s'accentue, notamment à cause de la perte du soutien apporté par la fondation de Mellifont, une abbaye, en 1142.
La création d'un nouveau diocèse national en 1111 du synode de Ráith Bressail a causé la réforme de l'organisation de l'Église irlandaise au XIIe siècle, c'est pourquoi Monasterboice a perdu son titre de centre ecclésiastique.
Néanmoins, le monastère  reste supérieur dans certains domaines à celui de la ville d'Armagh, une puissante abbaye du pays, même s'il existait des liens entre ceux-ci.

### La croix de Muiredach

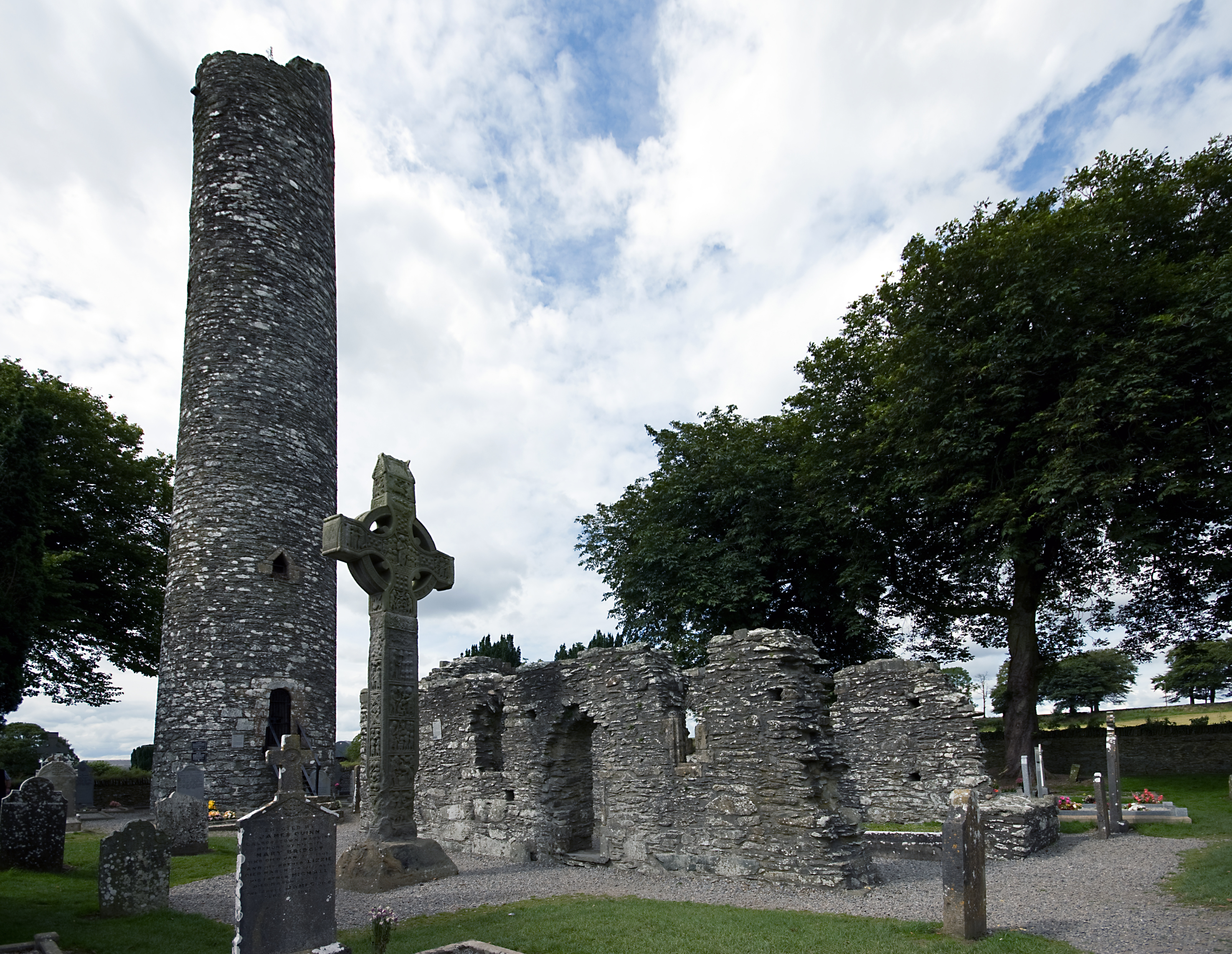
Le monastère de Monasterboice avec sa tour ronde et ses hautes croix

La croix de Muiredach mesure 5,20 m de haut (en incluant la base) et les 2 bras de la croix mesurent 2,14 m de large respectivement. La base du tronc fait 0,79 m de large et 0,61 d'épaisseur. La croix sur un tronc pyramidal mesure au maximum 1,60 m par 1,45 m avec une hauteur de 0,77 m. Le tronc et la croix sont construits à partir d'un seul bloc central coloré. La provenance de ce bloc n'a pas encore été localisée mais George Sevastopoulos pense qu'elle se situe à proximité de Nobber dans « County of Meath », à 22 km. Au sommet de la croix se trouve un morceau de pierre qui représente un toit en bardeaux qui tend à reproduire la forme d'une ancienne église irlandaise, ou à défaut, un tombeau, une relique. Il y a un tableau gravé avec de remarquables rainures sur les bords du tronc. Les panneaux sont encadrés de leur propre type de gravures et de quatre volutes attachées aux bras. Sur la base, face est, on a pu identifier la présence d'une inscription, « OR DO MUIREDACH LAS NDERNAD I CHROS », qui signifie : « une prière pour Muiredach celui qui a fait la croix ». Il s'agirait  donc probablement du tombeau de Muiredach m. Domnall, mort en 924, qui aurait créé cette croix et qui reposerait en dessous.
Située dans les ruines du monastère de Monasterboice, en Irlande, la croix de Muiredach a été construite à la fin du IXe siècle ou plus probablement au début du Xe siècle. Elle est considérée comme la plus belle croix de l'art celtique. Dans le même monastère, la Grand Croix occidentale qui représente certaines scènes similaires, est la plus haute croix celtique tandis que la croix septentrionale est considérée comme l'une des plus anciennes.
Plusieurs hypothèses sont proposées quant au destinataire de cette croix : un abbé nommé Muiredach, mort en 844 ou Muiredach mac Cathail, mort en 867 ou bien alors Muiredach mac Domhnall, mort en 923.
Elle est composée de grès, mesure environ 5,8 mètres de hauteur et est composée de 4 faces différentes (Nord, Sud, Est et Ouest), avec 124 figures sculptées qui font référence à la Bible (à l'Ancien et au Nouveau Testament).
La plupart des personnages sont imberbes, les seuls à avoir une barbe sont des personnages emblématiques de la Bible: Adam, Moïse, Caïn et Saül.
On peut supposer que la croix a été dessinée par l'abbé de Muiredach pour son propre monastère selon la thèse de Macalister. Cet abbé est le fils de Domhnall. Il est devenu Abbé de Monasterboice en 890 et il conserva ce statut pendant trente ans. En se fondant sur ces données, on peut constater qu'il est passionné par la nature grâce à ses dessins(p. 56-57).
Muiredach est mort le 26 novembre 923. Sa croix a été érigée dix plus tôt, en 913. En bas de la face ouest de la croix, on peut lire en irlandais : « OR DO MUIREDACH LAS  NDERNAD I CHROS », qui, dans une traduction approximative signifierait : Une prière pour Muiredach pour qui cette croix a été faite. On trouve rarement une telle inscription aussi lisible et bien conservée sur une croix celtique.
On suppose que l'origine des formes sculptées provient d'un endroit où la tradition de l'art Roman ancien était toujours pratiqué. Les compositions des panneaux bibliques n'ont pas une origine irlandaise et certains panneaux peuvent être liés à ceux qu'on trouve dans les églises romanes antiques et dans les églises carolingiennes du Nord des Alpes. On peut par exemple penser à l'église de Müstair, dans l'Est du canton suisse de Graubünden. Elles auraient probablement le même but, c'est-à-dire l'illustration des écrits sacrés, alliant beauté et piété.

### L'artiste
Muiredach a succédé à l'Abbé de Monasterboice à la fin du IXe siècle. Il a ensuite commandé à un sculpteur une grande croix pour son abbaye, qui sera connue sous le nom de « Croix de Muiredach ». On remarque plusieurs panneaux similaires entre cette croix et celle de Durrow, comme par exemple la scène des soldats regardant la tombe ou encore celle de la main de Dieu ainsi que les serpents enlacés. On peut donc en déduire que ces deux croix ont probablement été sculptées par le même artiste. D'autres croix en Irlande présentent les mêmes caractéristiques comme celles de Kells, Columba, la croix de Market, celle de Castledermot, de Drumcliff, les croix d'Ahenny, de l'abbaye de Moone, celles de Tuam et enfin de Dysert O'Dea.

## Conservation

### Les enjeux de la conservation
Récemment, des préoccupations ont été soulevées quant à la sécurité et la protection de la croix. En 2004, Barry McGahon, président des guides Monasterboice Tour, a déclaré à un journal irlandais (« The Irish Times ») que la croix n'était pas suffisamment protégée et a suggéré qu'un gardien devrait veiller temporairement à la conservation de la croix afin d'éviter les dégradations pouvant être commises par les visiteurs. McGahon a déclaré que la croix avait commencé à se dégrader par la corrosion; il a ajouté que des pluies acides et la pollution engendrée par une autoroute nouvellement ouverte (M1) aurait des effets néfastes sur la croix. En 2008, Peter Harbison, professeur d'archéologie, a indiqué que le placement de la croix sous abri serait plus judicieux pour la conservation. Il a déclaré que si elle n'était pas protégée elle continuerait à se morceler.

### Vers une inscription au patrimoine mondial de l'UNESCO?
En 2008, Harbison a déclaré que la croix de Monasterboice pourrait probablement être considérée comme la plus grande contribution de l'Irlande à la sculpture européenne. En avril 2009 « The Irish times » a rapporté que le gouvernement de l'Irlande était sur le point de soumettre une liste de sites, et parmi eux Monasterboice à l'UNESCO pour être inscrits sur la liste du patrimoine mondial.

## Description et identification

### Face Est
- Panneau 1 : Cette scène représente Saint Antoine et Saint Paul de Thèbes. Au sol, on peut apercevoir un corbeau.

- Panneau 2-3-4-5 : Ces 4 panneaux, qui entourent le centre de la croix, sont des représentations typiques de l'art Celtique, ce sont principalement des formes géométriques tel que des spirales ou des entrelacs.

- Panneau 6 : Deux anges qui portent l'âme du Christ au Paradis.

- Panneau 7 : Tout le panneau horizontal est consacré au Jugement Dernier. Le Christ est représenté au centre. Il porte une crosse dans sa main droite qui symbolise le rôle du juge et la Croix de Résurrection dans sa main gauche. Au-dessus de la tête du Christ, il y a un oiseau, probablement un phénix, symbole de résurrection. Il a les ailes ouvertes et la tête de profil. Derrière la jambe droite du Christ, il y a une petite figure qui s'est agenouillée et qui tient un objet, probablement un livre, dans ses mains. On peut supposer que c'est un livre de compte-rendu des jugements  même si la figure n'est pas représentée en train d'écrire. Au-dessus de la tête de cette figure on aperçoit un autre livre, placé sous le coude droit du Christ. Sur le côté droit on reconnaît l'Enfer, traditionnellement à gauche du Christ. Poussées par le trident du Diable, les âmes des damnés sont donc conduites en Enfer. Elles placent leur main droite sur l'épaule de leur voisin et elles tournent le dos au Christ. Ce qui montre qu'elles ont échoué à passer Saint-Pierre aux portes du Paradis et qu'elles sont damnées éternellement. Devant le démon, il y a un couple d'amoureux, une sorte de Roméo et Juliette irlandais, qui sont en train de mourir car leur amour est impossible. Le côté gauche (à la droite du Christ) représente lui le Paradis. Sur la gauche, David joue de la harpe. Sur celle-ci est perché un oiseau, c'est probablement le Saint-Esprit sous une autre forme, il lui souffle l'inspiration pour l'écriture du livre des Psaumes. Autour de David, il y a plusieurs anges musiciens qui eux aussi jouent d'un instrument.

- Panneau 8  : Cette scène, liée au Jugement dernier représente l'Archange Saint Michel qui pèse les âmes; on peut voir en effet qu'il porte une balance entre ses mains.

- Panneau 9 : L’Adoration des Mages : Cette scène représente l'apparition du Christ face aux « Gentils ». Joseph accompagne les Rois Mages à la Vierge Marie assise de profil sur un trône avec l’Enfant Jésus sur la partie gauche du panneau. Les Mages semblent être prêts à s’agenouiller devant elle. Le premier d'entre eux tient un anneau a la bouche, sans doute pour indiquer l'or et la richesse. Les deux autres apportent chacun un cadeau le tenant de la main gauche. Les trois Rois Mages sont vêtus de vêtements courts. Une hypothèse a été selon laquelle il y aurait quatre mages qui représenteraient les quatre coins de la Terre, chacun représentant un coin particulier. Une étoile est représentée au-dessus de la tête du Christ, ce sont les Mages qui vont la suivre afin de retrouver l'Enfant Jésus.

Il s'agit de la quatrième scène du Nouveau Testament. Cette scène choisie indique l'importance du Christ en montrant dans ce panneau le Théophanie. Ce sujet est représenté différemment sur cette croix que sur les autres croix irlandaises. La variante de la Croix de Muiredach sur ce panneau semble être le meilleur parallèle de la fresque du XVIIIe siècle dans l'Église Santa Maria Antiqua située à Rome. L'organisation de la figure pourrait provenir des sources dont se servaient les peintres de fresques romaines et qui pourraient être une fresque plus récente.
- Panneau 10 : Moïse faisant jaillir l’eau du rocher : L’eau symbolise à la fois l’Église et le sacrifice du Christ. Moïse, qui occupe toute la hauteur à gauche du panneau, lève son bâton afin de frapper le rocher où s'écoule l'eau. Au niveau de la tête de Moïse, on peut apercevoir le buste de quatre Hébreux, assis en deux rangs face à Moïse, chacun tenant une corne pour étouffer leur soif. Le personnage en bas à droite, tenant le bouclier serait vraisemblablement un rebelle. En effet, le roi Saül utilise Moïse pour extraire l'eau de la roche pour prévenir les Hébreux afin qu'ils traversent le désert pour regagner "le pays où coule le lait et le miel"  : la terre d'Israël. C'est l'un des nombreux exemples que l'on compte sur les grandes croix montrant comment le Roi sauve le bien et les fidèles dans le temps du danger dans ce qui est connu comme "l'aide de Dieu"[6].

- Panneau 11 : David, auteur des Psaumes qui étaient souvent étudiés et récités dans les monastères irlandais, était tenu dans une grande estime. Tout à gauche, nous pouvons voir le Roi Saül de profil, vêtu d'une cape, tenant une épée et un bouclier rond et assis sur un petit trône. Au centre, David, vêtu d’une courte tunique sans manche, qui tient d’une main son bâton de berger crochu, pendant que la pierre vole dans les airs et Goliath, portant son casque en cuivre et armé d’une épée et d’un bouclier rond, appuie sa main sur son front et s’agenouille sur le sol. Au fond son porteur d’armure, nommé Jonathan, jette un coup d’œil stupéfait.

On apprend que Goliath est un géant et qu'il y a un combat entre les deux Chefs. David tient son bâton de berger sur une épaule et son bouclier de sa main libre. Goliath est mis à terre aux pieds de David. Ce dernier appuie sur son front où il a été frappé. La tête de Goliath est placée au milieu du panneau. Le roi Saül boit dans une corne. Le peuple des Philistins présent durant le combat, soutenait Goliath.
David vainc Goliath et délivre le « Peuple choisi ». Cette scène était vue comme le présage de la victoire du « Bon Berger » contre Satan.
Aussi le meurtre de Goliath par David a souvent été interprété au Moyen Âge comme un symbole de victoire du bien sur le mal, mais ceci étant peu convaincant.
- Panneau 12 : Le panneau regroupe les deux liens : Adam et Ève sont les parents d'Abel et Caïn. Le sort de tous deux est combiné : Le péché d’Adam et Ève et la mort d’Abel. À gauche, Adam et Ève se tiennent sous l’Arbre de la Connaissance du Bien et du Mal légèrement vouté. On suppose qu'il y a treize pommes du côté d'Ève et onze du côté d'Adam, ce qui fait une moyenne de douze, nombre symbolique dans la religion catholique. Adam va vers Ève pour prendre le fruit défendu. À droite, le meurtre d’Abel par son frère Caïn. Ce dernier est représenté de profil avec une barbe et une cape, contrairement à Abel, représenté de face, imberbe, et surtout peu commode. Ils sont tous deux vêtus de long vêtement avec un ourlet. Cain frappe son frère innocent, il se sert soit d'une sorte de club, soit d'un os de chameau, deux hypothèses nous ont été données. Cet événement de l’Ancien Testament avait une signification symbolique, préfigurant la mort du Christ, innocent. Cette scène est importante puisqu'Abel est la première victime innocente de l'Ancien Testament, le Christ ayant été la dernière.

Une autre version d'Adam et Ève nous est donnée : Ils sont tous deux assis au pied de l'Arbre Interdit où un serpent est enroulé. Il chuchote à l'oreille d'Ève de donner une pomme à son mari, ce qu'elle fit de sa main droite. Ce passage est important puisqu'il est écrit au début de livre de Genèse et du Vieux Testament. De plus, c'est un événement majeur de l'image religieuse. De plus, on apprend que Caïn frappe Abel à la tête,.
- Panneau 13 : Deux lions se battent.

- Panneau 14 : Deux hommes qui luttent.

- Panneau B : Ce panneau, qui est situé juste en dessous de l'Enfer, représente la main de Dieu[9],[10].

### Face ouest
- Panneau 1 a: On peut voir Moïse accompagné de son frère Aaron et de leur compagnon Hur, qui le supportent de leurs bras sur le mont Sinaï. Une autre interprétation serait qu'il s'agit de l'Ascension du Christ, accompagné par deux anges, l'un muni d'un livre, l'autre arborant clairement ses ailes, comme le rapporte l'Ancien Testament. Ainsi le sommet de la croix symboliserait les cieux.

- Panneau 1 b: Deux oiseaux se trouvent juste au-dessus de la tête du Christ et semblent avoir pour fonction de parer le mal. En effet leurs cous sont entremêlés et semblent bloquer le passage des serpents.

- Panneaux 6 et 9: On observe des formes géométriques (entrelacs), accompagnées de serpents qui semblent être une allégorie du mal.

- Panneaux 2, 3, 4 et 5: Les parties arquées de la croix sont composées non pas d'entrelacs géométriques mais de plusieurs animaux liés entre eux par des motifs circulaires. En haut, des oiseaux, et en bas des serpents, ainsi le Christ semble parer le mal. Les entrelacs sont des symboles venus de la ferronnerie celte et les oiseaux s'apparentent à ceux présents sur la broche de Tara. L'anneau pourrait être une interprétation du comos dont l'épicentre serait la Crucifixion. Le cercle a obligatoirement une connotation religieuse car il entoure la scène la plus cruciale de la religion chrétienne.

- Panneaux 7 et 8: Cette fois, on relève uniquement des spirales[9].

- Panneau 10: Ce panneau représente le reniement  de saint Pierre, décrit dans le Nouveau Testament. On observe que le coq qui est un symbole fort de cette scène énigmatique n'est ici pas représenté. Saint Pierre est reproduit buvant au coin du feu avec son entourage.

- Panneau 11: Il s'agit de la crucifixion du Christ, il est accompagné de deux anges qui semblent le soutenir, on peut remarquer qu'il y a une colombe sous Jésus qui semble symboliser sa résurrection à venir. Cette scène est l'élément central de la croix et cette dernière rappelle la croix sur laquelle le Christ est crucifié. Jésus a les chevilles liées et les jambes fléchies, à ses pieds on aperçoit deux soldats romains qui vérifient s'il est toujours en vie. À sa droite est représenté Stephaton muni d'une éponge imbibée de vinaigre et à sa gauche Longinus lui transperçant le flanc à l'aide d'une lance. Des deux côtés de Jésus, on aperçoit deux petits personnages agenouillés. Après une comparaison avec des ivoires datant du IXe siècle on peut émettre l'hypothèse qu'il s'agit de Tellus et Gaia.

- Panneau 12: Ici c'est une représentation de la résurrection du Christ, lors du matin de Pâques. Il est représenté au-dessus de sa sépulture. En dessous, des gardes munis de leur épée gardent sa tombe. En haut on aperçoit qu'il est soutenu par deux anges ailés.

- Panneau 13: Le Christ est accompagné de deux apôtres; c'est une scène issue du passage de l'évangile selon Saint Matthieu. Le Christ ressuscité tend son bras en bénédiction aux deux apôtres présents. On peut ici constater un contraste entre le Christ sans barbe et les apôtres barbus.

- Panneau 14: La scène gravée ici est celle de l'incrédulité de saint Thomas. Saint Thomas ne veut pas croire en la résurrection du Christ, il lui demande alors de toucher les blessures de son avant-bras afin d'avoir la certitude qu'il est bel et bien ressuscité. Cependant une autre signification est possible : celle de la présence de saint Pierre au côté d'un autre apôtre à la place de saint Thomas. Le Christ dit aux deux apôtres (dont saint Pierre) de rentrer chez eux et de diffuser la parole des évangiles.

- Panneau 15: La sculpture illustre l'arrestation du Christ dans le jardin de Gethsemani. Lors de sa capture, le Christ était vêtu d'un manteau orné de décorations et tenait un bâton dans sa main droite. Ce manteau gravé est le plus décoré de toutes les Grandes Croix existantes. Il est le seul évènement biblique auquel un vêtement décoré et un bâton sont associés.

- Panneau 16: deux chats.

- Panneau 17: Dans la partie basse de la croix, des signes du Zodiaque.

- Panneaux 18 et 19 : Motifs entrelacés[9],[10]

### Face nord
- Panneau 1 : Il représente la rencontre entre saint Paul de Thèbes et saint Antoine dans le désert. Les deux saints portent chacun une crosse qu'ils croisent devant eux. Nous pouvons voir un corbeau volant au-dessus d'eux et un calice placé entre eux.

- Panneaux 2, 3, 4 : Des motifs géométriques constitués d'entrelacs.

- Panneau 5 : Le Christ moqué : Le Christ est humilié par les soldats romains.

- Panneaux 6, 8 : Des motifs sous forme d'entrelacs.

- Panneau 7 : Entrelacs composés de trois têtes entourées de deux serpents enroulés.

- Panneaux 9, 10, 11 : On retrouve les mêmes entrelacs que sur les panneaux 2, 3 et 4.

- Panneau 12 : Nous pouvons voir deux personnages assis au sol tirant chacun la barbe de l'autre, ce sont les « tireurs de barbe ».

- Panneau 13 : Panneau représentant un centaure ainsi que plusieurs cavaliers.

- Panneaux 14, 15 : Toujours les mêmes décorations constituées d'entrelacs[9].

Chacun des trois panneaux sur le côté nord a différents types d'entrelacs, ceux du haut et du bas s'apparentent à des sortes de pliures.
Comme sur la face sud, le dessous de l'anneau est divisé en trois panneaux verticaux, les deux bandes latérales sont décorées par différentes découpes et un prolongement de liens ornés de spirales.
De nouveau, comme sur la face sud  le panneau central a les mêmes têtes d'humains entremêlées par des serpents. Au-dessus, la main de Dieu émerge des nuages elle symbolise la sérénité mais sous forme d'une main gauche plutôt qu'une droite comme il se doit habituellement.
Le Christ humilié :
Sur un bout de la croix il y a une scène du Christ moqué.
Il est tourné vers la droite et des soldats romains l'humilient et le frappent avec des bâtons ce que l'on peut considérer comme une humiliation.
Au-dessus, trois anges ailés gardent le Sauveur.
Saint Paul et saint Anthony :
Le panneau supérieur a l'unique scène non biblique sur cette croix de nature religieuse.
Les deux ermites saint Paul et Anthony ont l'air en bonne santé et bien nourris.
Nous pouvons voir qu'un corbeau vole bas, le bec en avant leur portant une miche de pain au-dessus du point où le personnel des saints se réunit au centre du panneau.
Le calice entre leurs pieds, combiné avec le pain entre leurs bras, fournit un contenu eucharistique à ce qui aurait dû être purement une hagiographie (= texte racontant la vie des saints).
Enfin dans le triangle, les têtes de trois serpents sont présentes. Ce sont les mêmes motifs que ceux sur le côté sud.

### Face sud
- Panneau 1 : Le sommet de la croix représente Jésus entrant à Jérusalem à dos d'âne acclamé par la foule qui jette des rameaux à ses pieds. C'est la première scène de la Passion du Christ.

- Panneau 5 : La scène représente Ponce Pilate se lavant les mains avant la condamnation à mort du Christ. Il dit à la foule « Je suis innocent du sort de cet homme, vous verrez ».

- Panneau 6 : Dans ce panneau, une main est sculptée comme faisant partie de la scène. Elle est censée apporter le pouvoir créatif et la bénédiction de sa source divine cachée aux personnages représentés. Cette scène n'a donc aucun rapport apparent avec les autres panneaux, mais selon Macalister, elle a une réelle signification, vu qu'elle est placée au niveau du regard du spectateur. Ce serait donc un message personnel qu'a voulu transmettre Muiredach aux visiteurs qui, à travers les siècles, admireront cette croix.

- Panneaux 7 et 8 : Gravés sur le cercle de la croix, on peut voir trois portraits d'humains aux visage expressifs entourés de serpents. Ceux-ci sont longs, ont des oreilles et aussi des queues de poisson.

- Panneau 9: La Vigne habitée : c'est un motif païen représentant une vigne sinueuse avec des animaux dont des oiseaux. Peut être associée à Bacchus, le dieu grec du vin mais aussi au Christ.

- Panneau 10: Motifs entrelacés en forme de spirale.

- Panneau 11: Motifs entrelacés avec huit hommes.

- Panneau 12: Partie la plus basse de la croix. On peut y voir deux monstres aux visages semi-humains, avec leurs corps croisés et de courtes pattes[9],[10].

- Les panneaux de la face sud sont plus variés en personnages et comprennent plus de symboles en haut de la croix. En bas de cette croix se trouvent deux groupes de quatre personnes présumées masculines, où leurs membres s'entrelacent. Certains des visages représentés aux quatre coins des panneaux sont remarquablement bien conservés bien que la base de la croix soit très abimée par l'activité humaine. Le panneau le plus élevé représente des agneaux gambadant entre les branches écartées de la vigne.

Les panneaux 6, 7 et 8 se trouvant en dessous des bras de la croix sont côte à côte, les deux panneaux extérieurs représentent des entrelacs et celui du milieu représente deux serpents étranglant trois têtes humaines. Ces têtes aussi sont bien conservées car protégées de l'érosion et des pluies acides. Au-dessus de cette scène quelque peu menaçante dont la signification n'est pas encore établie, deux quadrupèdes vus partiellement de profil.
- Bras et haut de la croix

Pilate se lave les mains : à la fin du bras de la croix, nous pouvons observer une similitude entre cette scène et celle de la basilique Saint-Vital à Ravenne ou l'on peut voir Ponce Pilate se lavant les mains assis sur un sarcophage, gardé par trois soldats avec des épées et des boucliers. Un servant tient lui aussi dans sa main gauche un bouclier et de sa main droite verse de l'eau sur les mains de Pilate. Le récipient contenant l'eau savonneuse est calé entre  le genou de Pilate et le bouclier de son serviteur.
Le haut de l'anneau en lui-même ne porte pas de décoration, contrairement à la pierre au-dessus, qui représente un cavalier tenant un livre dans sa main droite. En haut à gauche et à droite de cette scène deux anges ailés y sont représentés. Dans le triangle au-dessus de nombreux entrelacs sont présents et le haut du crucifix est décoré avec de grosses perles.

### La base
La base de la croix ressemble à un genre de pyramide, avec un trou sur le dessus pour insérer la croix, mais que nous ne pouvons pas voir. C'est cela qui fait sa stabilité depuis toutes ces années. Même si la base de la croix de Muiredach s'est abîmée avec l'érosion au cours du temps, nous pouvons observer quelques-uns de ses motifs. On peut dire que les sculpteurs irlandais ont su mêler le style carolingien (contemporain) et celui typiquement celtique qu'ils aimaient : les formes géométriques s'entrelaçant,... Cela indique une capacité à croiser leur style avec celui des autres cultures. De chaque côté de cette base sont gravés des animaux, des hommes... Leur signification reste assez mystérieuse.
La base représente sur chaque face la dichotomie entre l'amour et la haine. Sur la face nord, il y a deux hommes aux cheveux longs et à la longue barbe inspirés du Livre de Kells. Cette scène pourrait représenter la discorde, le désaccord. Cette théorie peut être confirmée grâce à la face opposée de cette gravure. En effet, sur la face sud se trouvent deux chats qui ne se provoquent pas et qui restent dos à dos (position suggérant l'amour chez les lions selon le bestiaire de Physiologus). Cette scène représenterait donc l'accord, en opposition à la face précédente.
Quant à la face est, elle contient deux animaux de taille différente. Le plus gros semble jouer avec l'oreille de son compagnon en la mordillant, scène qui suggère bien plus l'amour que la haine, et plutôt la paix que la guerre, même si ces animaux pourraient être ennemis.
Sur la face ouest, il y a deux chats assis de profil avec leur tête de face. Celui de droite tient un oiseau entre les griffes, comme s'il s'apprêtait à le dévorer. Ces deux félins pourraient représenter la vie et la mort, l'amour et la haine ou encore le bien et le mal.

## Analyse

### Motifs celtiques

#### Motifs géométriques

Entrelacs celtiques

L'art celtique géométrique se définit en 3 parties : les spirales, les motifs en forme de clés et les entrelacs.
Les thèmes récurrents sont le plus souvent imaginaires mettant en scène des créatures grotesques ressemblant le plus souvent à des animaux monstrueux. Sachant que la règle des perspectives n'était pas encore maîtrisée, le dessin de face représentait donc une grande difficulté.
L'art en spirale est la toute première forme d'art celtique géométrique, elle commence à disparaître vers le milieu de la période pré-chrétienne, c'est pourquoi cet art est peu représenté sur la croix. Les spirales sont représentés sous forme de courbes en S ou en C qui tournent autour d'un noyau, le plus souvent au centre de la spirale. Il existe une variété infinie de dessins en forme de spirales, mais le meilleur exemple sur cette croix est le panneau 10 de la face sud.
L’art des entrelacs se développa à la fin du XIIIe siècle sous forme de motifs en frette comme on peut les voir sur les mosaïques romaines.
Un entrelacs se construit en diagonale d’un motif en frette qui coupe les cordes reliées à elles-mêmes de façon différentes.
Les motifs en forme de clés sont construits sur la même base géométrique que les entrelacs à l’exception que les lignes  se tournent de manière à éviter l'intersection.

### Représentation animale
Certains animaux représentent les signes du Zodiaque, une pratique peu commune dans la sculpture irlandaise, étant plutôt une coutume païenne et que l'on trouverait plus sur les linteaux des portes des églises normandes. Cela suggère probablement la voûte du ciel, et le monde auquel il appartient, ou peut-être la fuite du temps, évoquant ainsi la mort inévitable, le Jugement dernier.
Certains signes du zodiaque sont aisément identifiables, comme le lion, le taureau, le bélier, le sagittaire, mi-homme, mi-taureau (panneau 10), et peut-être le cancer sur le panneau 11. Ces animaux sont intercalés par des figures comme celle du cavalier sur le panneau 12.
On trouve aussi une image poétique dans la représentation d'un petit oiseau, perché sur la harpe d'un ménestrel. La partie gauche de la face Est de la croix représente sûrement le paradis, la droite étant l'enfer. En effet, le chant des oiseaux symbolise souvent le paradis dans le folklore irlandais.

### Les costumes
On repère dans les gravures un choix de costumes variés. On trouve de nombreuses parures antiques, tel que le casque conique de Goliath, le Christ vêtu d'une longue cape. En effet les personnages importants comme les saints ou les héros mythologiques arborent de nombreux ornements (chaines d'or, pierres, épées, sceptres...) et les tenues diffèrent selon la classe sociale. Ainsi, on peut différencier les esclaves, les soldats et les autres personnalités. On peut imaginer qu'elle a été ornée de plusieurs couleurs, plus ou moins riches selon l'importance des personnages.
Mais le détail le plus significatif est la représentation de la broche de Tara sur la cape de Jésus, qui rappelle que cette croix est avant tout une croix celtique.

### Les armes
En ce qui concerne les armes qui figurent sur la Croix, certaines restent inconnues de nos jours, par ex. le couteau curieux en forme de hache avec lequel Caïn tua Abel. Ce couteau ressemble à une sorte de hache d'élagage. Cela n'est pas sans rappeler une faucille dans les mains de l'Irlandais présent dans une des gravures de Durer (1521) page 40, mais avec un manche plus court. Quatre rainures sur le dos de la lame sont des indices pour dire que l'arme a été montée en plusieurs parties. La serpe est un outil assez commun qui a toujours présenté une courbure au niveau de la lame. Une courte dague avec pommeau comme poignée et un bouclier circulaire sont aussi représentés sur cette gravure. C'est l'équipement militaire normal de la population de la Croix, mais, curieusement,
pas d'exemples de telles armes à partir de cette période particulière semblent avoir
survécu.

### Les références musicales
Trois figures apparaissent parmi les saints dans la scène du Jugement dernier (face Est, panneau 7). Elles sont représentées en train de mener une chorale. La première a une harpe, la seconde une trompette, et la troisième semble chanter tout en cherchant les mots sur la page d'un livre avec son doigt.
L'ange assis à côté du Seigneur dans la scène du Jugement dernier semble souffler dans une double trompette. Cet orchestre peut être comparé à celui représenté à Archattan, dans le Comté d'Argyllshire.
Ici, trois hommes en costume avec des capuches sur leurs têtes, sont en train de jouer des instruments de musique. Le premier joue de la harpe, le second de la cornemuse et le troisième des percussions. La harpe est constituée d'une monture triangulaire appelée « sound board » assez petite pour être posée sur le genou du joueur.
Cette harpe est constituée de 7 ou 8 cordes montrées.